# Левкотеа (дем Горуша)
Левкотеа или Хотур (на гръцки: Λευκοθέα; до 1927 година: Χουτούρι, Хутури, катаревуса Χουτούριον, Хутурион) е село в Република Гърция, дем Горуша (Войо) в област Западна Македония.

## География
Селото е разположено на 800 m надморска височина, на около 6 km северозападно от град Неаполи (Ляпчища).

## История

### В Османската империя
В местностите Бахцедия, Драгасия, Вротризино и Ариф Левкадия са открити останки от древни селища.
Църквата „Света Параскева“ в Левкотеа е от 1680 година. Това е и годината, в която се смята, че е основано селището от преселници от Епир.
В края на XIX век Хотур е гръцко село в Населишката каза на Османската империя. Според статистиката на Васил Кънчов в 1900 година в Хотуръ живеят 300 гърци християни.
На Етнографската карта на Битолския вилает на Картографския институт в София от 1901 година Хотури е чисто гръцко село в казата Населица на Серфидженския санджак с 50 къщи.
Според статистика на Серфидженския санджак на гръцкото консулство в Еласона от 1904 година в Хутури (Χουτούρι), Населишка каза, живеят 240 гърци елинофони християни.
В началото на ХХ век селото е под върховенството на Цариградската патриаршия. По данни на секретаря на Българската екзархия Димитър Мишев в Hotouri има 300 гърци патриаршисти.

### В Гърция
През Балканската война в 1912 година в селото влизат гръцки части и след Междусъюзническата в 1913 година Хотур остава в Гърция. През 1913 година при първото преброяване от новата власт в Хутурион (Χουτούριον) са регистрирани 335 жители.
В 1927 година името на селото е сменено на Левкотеа.
Населението традиционно произвежда жито, тютюн и други земеделски продукти, като се занимава и със скотовъдство.
Край селото на пътя за Аспрула е църквичката „Свети Илия“.
| Година    | 1913 | 1920 | 1928 | 1940 | 1951 | 1961 | 1971 | 1981 | 1991 | 2001 | 2011 | 2021 |
| --------- | ---- | ---- | ---- | ---- | ---- | ---- | ---- | ---- | ---- | ---- | ---- | ---- |
| Население | 335  | 272  | 299  | 270  | 194  | 139  | 82   | 78   | 96   | 56   | 20   | 17   |